# 神保原村
神保原村（じんぼはらむら）は埼玉県の北西部、児玉郡に属していた村。当初は賀美郡所属であった。

## 地理
- 河川：烏川

## 歴史
- 1889年（明治22年）4月1日 - 町村制施行により、石神村、忍保村、八町河原村が合併し賀美郡神保原村が成立する。
- 1896年（明治29年）3月29日 - 賀美郡が児玉郡、那珂郡と統合し児玉郡となる。
- 1954年（昭和29年）5月3日 - 賀美村、七本木村、長幡村と合併し上里村を新設する。

## 交通

### 鉄道
- 日本国有鉄道（現：東日本旅客鉄道）
  - 高崎線：神保原駅

## 関連文献
- 「忍保村」『新編武蔵風土記稿』 巻ノ245賀美郡ノ3。NDLJP:764012/96。
- 「石神村」『新編武蔵風土記稿』 巻ノ245賀美郡ノ3。NDLJP:764012/97。
- 「八町河原村」『新編武蔵風土記稿』 巻ノ245賀美郡ノ3。NDLJP:764012/98。